# Андиев, Магомед Омар оглы
Магомет Омар-Оглы Анди́ев (1852 — ?) — советский конструктор-самоучка, изобретатель, лауреат Сталинской премии.

## Биография
Кузнец колхоза имени К. Е. Ворошилова Белоканского района АзССР.
В 1952 году в 100-летнем возрасте сконструировал машину ПОМ-2 для очистки от плюски орехов (фундука), заменяющую труд 100 человек. За смену она очищала 7—8 тонн орехов.
Конструкторские способности Андиева были широко использованы в советской пропаганде. Так, о его изобретении написал журнал «Техника — молодёжи».
Возраст колхозника-изобретателя, вероятно, приписан лет на 25—30.

## Награды и премии
- Сталинская премия третьей степени (1952) — за создание машины для очистки орехов от плюски (на премию купил автомашину ГАЗ-54, которую подарил колхозу[1])